# Marcelino Sanz de Sautuola
Marcelino Sanz de Sautuola (1831 — 1888) foi um jurista espanhol e arqueólogo amador proprietário do terreno onde foi encontrada a gruta de Altamira.

## Caverna Altamira
A caverna de Altamira, hoje famosa por sua coleção única de arte pré-histórica, era bem conhecida da população local, mas não havia recebido muita atenção até 1868, quando foi "descoberta" pelo caçador Modesto Peres.
Sautuola começou a explorar as cavernas em 1875. Ele só tomou conhecimento das pinturas em 1879, quando sua filha Maria, de nove anos, percebeu que o teto estava coberto com imagens de bisões. Sautuola, tendo visto imagens semelhantes gravadas em objetos paleolíticos exibidos na Exposição Mundial em Paris no ano anterior, corretamente presumiu que as pinturas também poderiam datar da Idade da Pedra. Ele, portanto, contratou um arqueólogo da Universidade de Madrid para ajudá-lo em seu trabalho posterior.

### Publicação
O professor Juan Vilanova y Piera apoiou as suposições de Sautuola, e eles publicaram seus resultados em 1880, com considerável aclamação pública. Em contraste, o establishment científico de sua época relutava em aceitar a suposta antiguidade das pinturas. Os especialistas franceses, liderados por seu guru Gabriel de Mortillet, foram particularmente inflexíveis em rejeitar a hipótese de Sautuola e Piera e suas descobertas foram amplamente ridicularizadas no Congresso Pré-histórico de 1880 em Lisboa. Devido à suprema qualidade artística e ao excepcional estado de conservação das pinturas, Sautuola foi inclusive acusado de falsificação. Um conterrâneo afirmou que as pinturas foram produzidas por um artista contemporâneo, por ordem de Sautuola.

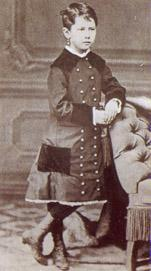
María de Sautuola, a descobridora das pinturas de Altamira

Durante os 20 anos seguintes, várias outras descobertas de pinturas pré-históricas tornaram as pinturas de Altamira mais plausíveis, e os cientistas tradicionais retrataram sua oposição aos espanhóis. Em 1902, o respeitado arqueólogo francês Émile Cartailhac, um dos principais críticos, admitiu enfaticamente seu erro no artigo "Mea culpa d'un sceptique", publicado na revista L'Anthropologie.

### Legado
Sautuola morrera quatorze anos antes do pedido de desculpas de Cartailhac e não viveu para desfrutar da restituição de sua honra ou da confirmação científica posterior de suas premonições. Técnicas de datação modernas têm confirmado que as pinturas da caverna de Altamira foram criadas durante longos períodos, variando de 11 000 a 19 000 anos atrás. Para o estudo da arte paleolítica, as descobertas de Sautuola devem agora ser consideradas essenciais.

## Família
A filha de Sautuola casou-se mais tarde com um membro da família Botín da burguesia cantábrica. Os atuais proprietários do Banco Santander são descendentes de Sautuola.